# Milan Štante
Milan Štante, slovenski pisatelj, pesnik in prevajalec; * 16. april 1930, Maribor, † 25. marec 1999, Ljubljana.